# Tatorinia fumipennis
Tatorinia fumipennis är en fjärilsart som beskrevs av Felder 1874. Tatorinia fumipennis ingår i släktet Tatorinia och familjen nattflyn. Inga underarter finns listade i Catalogue of Life.